# Marco Antonio Blásquez Salinas
Marco Antonio Blásquez Salinas (Monterrey, Nuevo León; 7 de mayo de 1963) es un comunicador y político mexicano. Fue Senador de la República por Baja California para el periodo 2012-2018. Fue el primer candidato postulado por partidos de izquierda electo Senador en los estados de la frontera norte de México, y uno de los pocos periodistas de oficio que ha alcanzado tal posición. Actualmente es diputado local en la XXIV Legislatura del Congreso del Estado de Baja California.

## Biografía
Nació el 7 de mayo de 1963 en Monterrey, NL. Hijo de Antonio Blásquez Rodríguez y Magdalena Salinas Chapa. Vivió de 1963 a 1966 en Monterrey; de 1966 a 1986 en CDMX; y de 1986 a la fecha en Tijuana, BC.
Desde muy joven mostró cualidades de comunicador y de liderazgo social. Definido por sus allegados como un hombre tenaz y estratégico, desarrolló una prolífera carrera periodística que lo llevó entre 1982 y 2012 a prestar sus servicios a los 2 periódicos más importantes de México: El Universal (México) y Excélsior, así como a manejar todas las modalidades de la comunicación: periodismo escrito, radio, TV y medios cibernéticos.
Es precisamente un concepto de comunicación multimedia producido y conducido por Blásquez en Tijuana lo que le permite la popularidad requerida para triunfar en una elección al Senado, desde la izquierda, en Baja California, en el 2012.
Es Licenciado en Periodismo y tiene una Maestría en Comunicación Estratégica para Gobiernos e Instituciones en el Instituto Ortega y Vasconcelos. Asimismo cuenta con Master en Gobierno y Educación por la Universidad de Alcalá de Henares.
En el Senado de la República fue representante permanente ante la OCDE con sede en París.

### Trayectoria periodística

#### Como periodista
- 1982-1988 - Reportero del Periódico “El Universal”.
- 1989-1998 – Director General del Periódico “Baja California”.
- 2001-2012 - Director Operativo y Vicepresidente de Pacific Spanish Network (PSN)
- 2002-2007 - Articulista del periódico Excélsior.

#### Como conductor
- Blasquez por la Mañana en La Súper K 1040 AM de San Diego, California (2000-2004)
- Noticiero La Tremenda, Tercera Edición de PSN Tu Superestación (2007-2011)
- Noticiero Al Día de PSN Tu Superestación (2007-2009)
- De Frente y de Perfil de PSN Tu Superestación (2007-2011)

### Trayectoria política
Es reconocido como un líder de opinión en los medios locales de comunicación, respaldado con 30 años de experiencia ininterrumpida. Inició su carrera como reportero de la fuente política del diario de circulación nacional El Universal.
Es distinguido por su apoyo social mediante su programa "«Noticiero La Tremenda, Tercera Edición"» en PSN Tu "Superestación", donde por poco más de cuatro años se enfocó en apoyar causas sociales que llegaban a él a través de sus radioescuchas y televidentes. Con su lema "«Somos una bonita familia"», Blásquez logró unir a la sociedad de Baja California en apoyo a nobles y diferentes causas sociales.
En 2012 registra su candidatura al Senado de la República por el Partido de la Revolución Democrática (PRD), Partido del Trabajo (PT) y Movimiento Ciudadano. Luego del desconocimiento y una serie impugnaciones por parte de integrantes del Partido Revolucionario Institucional (PRI), finalmente el Tribunal Electoral del Poder Judicial de la Federación confirma a Marco Antonio Blásquez Salinas como candidato al Senado de la alianza Movimiento Progresista por Baja California.
Actualmente es Director General del concepto informativo mBC Network. Una empresa que produce contenidos de TV digital.

## Ideología
Se define como Progresista. Tiene claras definiciones en favor del derecho de la mujer a decidir sobre su cuerpo, el trato digno a los adultos mayores, la movilización a través de vehículos no motorizados, el respeto a las comunidades indígenas, el cuidado a los animales y el uso medicinal de los derivados de la cannabis.
Mantiene relación política con el Movimiento de Regeneración Nacional (Morena) y el PT.

## Premios y reconocimientos
- Premio a la mejor crónica de la campaña del Ing. Heberto Castillo (PMS). 1988.
- Reconocimiento por méritos de un periodista mexicano en el exterior. 1999. (entregado en Los Ángeles, CA).
- Premio Nacional de Periodismo (México) en 2005 por la mejor crónica de los atentados terroristas a Madrid.
- Menciones honoríficas como “Ciudadano Ejemplar” por los estados de Baja California (2010) y Nuevo León (2011).

## Logros sociales
Marco Antonio Blásquez se caracteriza por involucrarse en asuntos en los que se compromete el empleo, la propiedad y el entorno de las comunidades. En la última década se le cuentan los siguientes logros:
En 2008 el gobierno del estado de Baja California, encabezado por José Osuna Millán pretendía despojar de 2 hectáreas de reserva territorial a la Universidad Autónoma de Baja California (UABC, campus Tijuana) para construir un centro de convenciones privado. Siendo comunicador, Blásquez se organizó con ex rectores, exalumnos y la sociedad para impedir ese atropello que hubiera cancelado la oportunidad de ampliación a dicha Universidad. Tras meses de movilización, Blásquez logró que se mantuviera intacto el territorio universitario.
En 2010, tras los sismos que afectaron a Mexicali, encabezando una intensa movilización social, Blásquez logró acopiar 30 toneladas de ayuda humanitaria, consistente en víveres, agua potable, casas de campaña, contenedores de agua, mismas que distribuyó entre los más de 100 mil afectados.  Esta ayuda representó el doble de la ayuda oficial.
En 2010, el gobierno de Baja California, un patronato privado y el clero anunciaron la construcción de un "zócalo comercial" en la plancha del centro cívico que da cabida al centro de gobierno y palacio municipal de Tijuana. Ante los abusos y las irregularidades de esta pretendida construcción, en una primera fase el comunicador Blásquez encabezó las acciones legales para frustrar la destrucción del patrimonio de los tijuanenses; y en una segunda, ya como senador, se encargó de que el gobierno federal suspendiera la aportación de fondos a dicho "zócalo". Actualmente la obra está clausurada.
En 2013 Blásquez Salinas inició una gestión ante las autoridades de salud a nivel federal a efecto de surtir a las comunidades que registran altas temperaturas el medicamento intravenoso denominado Doxciciclina. Las muertes por picadura de garrapata llevaban a más de 250 personas a la muerte en ciudades como Mexicali, Hermosillo y los Mochis. Gracias a la intervención de Blásquez los estantes de los hospitales públicos de dichas ciudades cuentan con el único medicamento capaz de resucitar al enfermo de rickettsiosis en la fase final de la enfermedad.
En 2013, tras el colapso de la carretera escénica Tijuana-Ensenada (km. 93) el senador Blásquez fue fundamental en la organización para restablecer el tráfico vehicular por vías alternas, así como para la reparación del tramo afectado, mismo que se rehabilitó en tiempo récord de 11meses.  Las buenas relaciones de Blásquez con SCT y Capufe así como su incuestionable liderazgo social fueron decisivos en este tema.
En 2014, una asociación público-privada había puesto sus tentáculos en el mercado municipal de Tlaquepaque, Jalisco. Una familia caciquil de dicho municipio tenía ya el proyecto de desalojar a los 600 locatarios. Requerido por los afectados, el senador Blásquez desdobló una impecable defensa legal y gestionó apoyos para el reforzamiento del mercado. A la fecha los locatarios realizan sus actividades normalmente.
En 2014 el gobierno de Baja California y Fonatur habían decidido desalojar a 300 locatarios del corredor turístico de La Bufadora (Ensenada). A punto del desalojo, Blásquez logró el retiro de la fuerza pública y desarrollando una efectiva gestoría a nivel de Presidencia de la república y secretaría de Gobernación, logró que fueran respetados los derechos y los espacios de los locatarios.
En 2015, basado en un dictamen de protección civil, Conagua estaba a punto de desalojar a 200 comerciantes asentados en el vaso de la presa Constitución 1917 (San Juan del Río, Querétaro). Versiones populares citaban que la familia de un exgobernador había iniciado las gestiones para construir en ese sitio unas cabañas turísticas. A punto de que de consumara el atropello, el senador Blásquez operó una estrategia jurídica y social hasta comprobar que los comerciantes desarrollaban legalmente su derecho de sobrevivencia. A la fecha estos comerciantes siguen siendo el eje de sostenimiento de la población denominada La Estancia.
En 2017 tomó la lucha contra una empresa trasnacional del ramo cervecero que pretendía despojar al Valle de Mexicali de su riqueza hídrica. Apoyando a los agricultores y activistas sociales y realizando una brillante gestión pública, Blásquez impidió la instalación de dicha empresa.